# クリスタル・タイ航空
クリスタル・タイ航空（英語: Crystal Thai Airline）はタイのバンコクに本拠地を置く航空会社である。2011年2月3日より運航を開始する予定であった。

## 就航都市
韓国
- 務安：務安国際空港（2月3日より就航）
- ソウル：仁川国際空港（2月3日より就航）

 タイ
- バンコク：スワンナプーム国際空港（2月3日より就航）

就航予定
- コーチ、クラーク、コロンボ、ドバイ、ムンバイ、プーケット、ブータン

## 参照
1. ↑  CRYSTAL THAI AIRLINES DESTNATIONS